# ヘロイン×ヒロイン
『ヘロイン×ヒロイン』（Heroin(e)）は、エレイン・マクミリオン・シェルドン監督による2017年のアメリカ合衆国の短編ドキュメンタリー映画である。ウェストバージニア州ハンティントンを揺るがす、ヘロインによる薬物汚染問題に取り組む3人の女性に焦点が当てられる。
第90回アカデミー賞短編ドキュメンタリー映画賞にノミネートされた。